# Choo Hyo-joo
Choo Hyo-joo (koreanisch 추효주; * 29. Juli 2000 in Ulsan) ist eine südkoreanische Fußballspielerin.

## Karriere

### Vereine
Vom Ulsan College kommend schloss sie sich zur Saison 2021 dem Suwon FC an.

### Nationalmannschaft
Nachdem sie bei der südkoreanischen U20 einige Einsätze hatte, kam sie auch bei der A-Nationalmannschaft im Dezember 2019 zu ihrem ersten bekannten Einsatz. Bei einem 3:0-Sieg über Chinesisch Taipeh während der Ostasienmeisterschaft 2022 stand sie in der Startelf und wurde zur 66. Minute für Jang Sel-gi ausgewechselt.
Danach folgten in den nächsten beiden Jahren auch noch Einsätze bei der Qualifikation für das Olympiaturnier der Spiele 2020. Am Ende schaffte sie es mit ihrem Team ins Finale, wo man dann aber der Volksrepublik China unterlag. Nach weiteren Freundschaftsspielen im Jahr 2021, begann das Jahr 2022 für sie schließlich mit der Asienmeisterschaft 2022, bei welcher sie mit ihrem Team das Finale erreichte und dort am Ende gegen China mit 2:3 verlor. Sie selbst stand bei jeder Partie in der Startelf. Im Sommer folgte die Ostasienmeisterschaft 2022, bei welcher sie in jeder Partie zu Spielzeit kam. Nebst weiteren Freundschaftsspielen in diesem Jahr bekam sie Einsätze beim Arnold Clark Cup 2023.
Am 5. Juli 2023 wurde sie für den finalen Kader bei der Weltmeisterschaft 2023 nominiert. Dort hatte sie beim ersten Gruppenspiel gegen Kolumbien ihr WM-Debüt.